# Refluxare

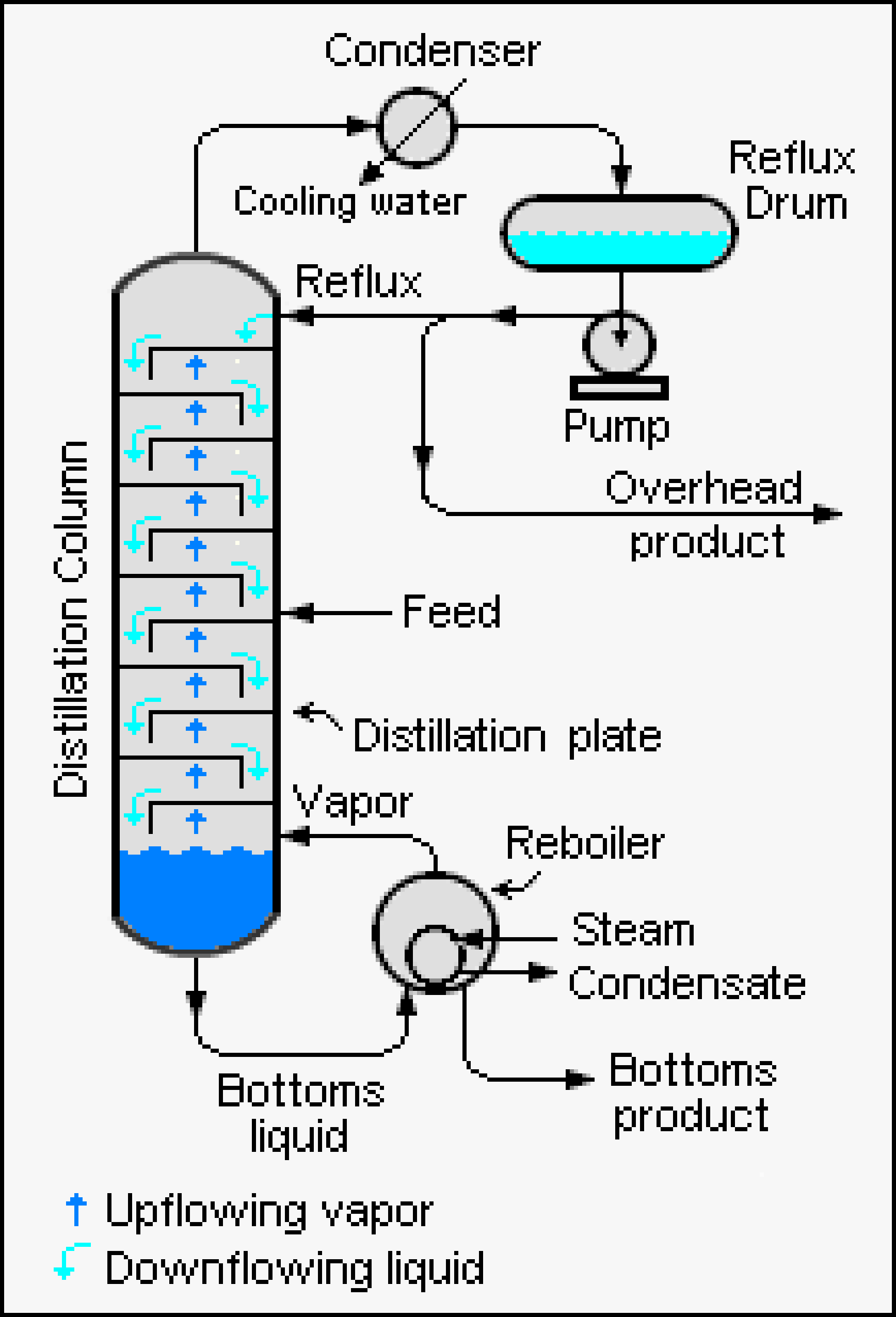
Un sistem de refluxare, ca parte a unei coloane industriale de distilare

Refluxarea este o tehnică de distilare ce presupune condensarea vaporilor unei substanțe gazoase și reîntoarcerea acesteia sub formă de lichid înapoi în vasul de fierbere. Această tehnică are utilizări atât industriale cât și în laborator. De asemenea, tehnica folosește la desfășurarea reacțiilor din sinteza organică, pe perioade îndelungate de timp.